# Frontalplastik
Eine Frontalplastik ist eine Plastik, die so konzipiert ist, dass sie eine Hauptansichtsseite hat. Dies gilt besonders für Figuren, die vor einer Wand oder in einer Nische stehen.

## Verwendung in der Kunstgeschichte
Die Plastik der Antike ist noch streng dem Denkmuster des Reliefs verhaftet und explizite Darstellung der Rückseite des Menschen sind selten (z. B. beim Reiterstandbild des Mark Aurel). Auch das Mittelalter platziert sowohl Statue wie auch Statuette frontalsichtig, an Fassade, Portal oder am Altar. Das bezieht sich auf Stein, der im Allgemeinen in der Rückenansicht nur grob ausgearbeitet ist, Guss, wie auch auf Holz – hier ist in der Rückseite eine Aushöhlung, die das Reißen des Holzes mindern soll.
Erst in der Renaissance werden Plastiken wieder rundumsichtig aufgestellt. Ein prominentes Beispiel ist der David des Michelangelo Buonarroti. Der Skandal bei dessen Aufstellung 1504 am Platz vor dem Palazzo Vecchio bezog sich weniger auf die sichtbaren Genitalien, die die durchaus weltoffene Renaissance akzeptiert hätte, sondern den freien Blick auf seine Gesäßpartie. Diese Entwicklung geht parallel mit der Darstellung der Malerei, die sich durch die perfektionierte Verkürzung von der Frontalansicht der Portraitmalerei auf viel dynamischere Darstellungen ausdehnen kann. Bereits in der Renaissance, spätestens aber im Barock ist die Darstellung von Figuren in starker Verdrehung und Blick auf menschliche Rückseiten in die Formensprache eingegangen – auch hier ist Michelangelo als Vorreiter zu nennen (dazu zählen z. B. seine Ansichten in der Sixtinischen Kapelle).
Trotz dieser Entwicklung blieb die Frontalplastik, schon aus rationellen Gründen, bis in das 19. Jahrhundert üblich. Erst die Moderne und ihr erweitertes Raumkonzept, insbesondere die Bildhauerei des Auguste Rodin, aber auch die Entwicklung zum Abstrakten, das keine ausgezeichnete Vorderseite mehr sucht, drängen die Frontalplastiken schließlich in das Kunstgewerbe zurück.